# Татран (стадион)
Татран (словац. Štadión Tatran) — футбольный стадион в Прешове, домашняя арена ФК «Татран».
Вместимость — 14 000 зрителей, из них только около двух тысяч могут наблюдать матчи сидя. С 2009 года проводится реконструкция и установка пластиковых сидений, в настоящее время стадион временно вмещает около 5,5 тысяч.
С 2010 года намечается полная перестройка стадиона стоимостью около 23 млн. евро. Новый стадион будет вмещать более 12 тысяч сидячих мест, иметь крытые трибуны, а инфраструктура соответствовать требованиям УЕФА.